# Parhypochthoniidae
Parhypochthoniidae zijn  een familie van mijten. Bij de familie is één geslacht met vier soorten ingedeeld.